# Roberto Prieto
Roberto Prieto Vega (Santiago, 16 de octubre de 1975) es un actor chileno de cine, teatro y televisión. Conocido por interpretar a Miguel Grau— almirante de la Marina de Guerra del Perú— en la película La Esmeralda, 1879 (2010).
En televisión ha participado en el área dramática de TVN y durante su estadía participó en la producción bicentenario Martín Rivas (2010) y posteriormente en la exitosa producción Pobre Rico (2012).

## Filmografía

### Cine
| Cine | Cine               | Cine        | Cine |
| Año  | Cine               | Rol         |      |
| ---- | ------------------ | ----------- | ---- |
| 2008 | Desierto sur       | CareBus     |      |
| 2010 | La Esmeralda, 1879 | Miguel Grau |      |

### Telenovelas
| Teleseries | Teleseries               | Teleseries                 | Teleseries |
| Año        | Teleserie                | Rol                        | Canal      |
| ---------- | ------------------------ | -------------------------- | ---------- |
| 2005       | EsCool                   | Ramón Pérez                | Mega       |
| 2005       | Los Treinta              | Víctor Páez                | TVN        |
| 2007       | Corazón de María         | Ramoncete Cordero          | TVN        |
| 2008       | El señor de la Querencia | Pedro Soto                 | TVN        |
| 2010       | Martín Rivas             | Eusebio Cerda              | TVN        |
| 2012       | Pobre Rico               | César Parra                | TVN        |
| 2013       | Chico Reality            | Tomás Salvatierra          | Mega       |
| 2014       | Caleta del sol           | Juan Eduardo "Lalo" Pascal | TVN        |
| 2015       | Papá a la deriva         | Luis "Lucho" Gálvez        | Mega       |

### Series y unitarios
| Series y Unitarios | Series y Unitarios | Series y Unitarios | Series y Unitarios |
| Año                | Serie              | Rol                | Canal              |
| ------------------ | ------------------ | ------------------ | ------------------ |
| 2005               | Los Simuladores    | Químico            | Canal 13           |
| 2006               | Casado con hijos   | Italo              | Mega               |